# Takt op.
Takt op. (タクトオーパス Takuto Ōpasu, "op." là viết tắt của opus), cách điệu takt op. hoặc {tákt: op.}, là một dự án truyền thông hỗn hợp về âm nhạc cổ điển của Bandai Namco Arts và DeNA. Một trò chơi nhập vai có tựa đề takt op. Unmei wa Shinkuki Senritsu no Machi o phát triển bởi Game Studio phát hành trên điện thoại vào năm 2023. Một bản anime truyền hình có tên takt op.Destiny do MAPPA hợp tác sản xuất cùng Madhouse được lên sóng từ tháng 10 đến tháng 12 năm 2021.

## Nội dung
Từ nhiều năm trước, một thiên thạch màu đen từ trời rơi xuống đã sản sinh ra những con quái vật được gọi là "D2". Chúng hận thù âm nhạc và sẽ tấn công bất cứ nguồn âm nhạc nào phát ra bởi con người. Để ngăn chặn những con quái vật này, những cô gái mang danh hiệu "Musicart" (Nhạc công) được gắn liền với một bản nhạc riêng biệt sẽ đứng lên chống lại D2, người chỉ huy họ được gọi là "Conductor" (Nhạc trưởng).

## Nhân vật
Asahina Takt (朝雛タクト Asahina Takuto)
Lồng tiếng bởi: Uchiyama Kōki
Một nhạc trưởng ký giao ước với Vận Mệnh (Cosette - Unmei). Anh ưu tiên âm nhạc trên hết mọi thứ và có tài năng piano tuyệt vời (ngoài âm nhạc thì anh vô dụng hầu hết những thứ khác), anh thường tỏ ra lười biếng và không mấy thân thiện. Anh là con trai của Asahina Kenji (朝雛ケンジ), một nhạc trưởng nổi tiếng qua đời cách đây 10 năm. Cánh tay phải của Takt có khả năng trở thành một vũ khí mạnh mẽ, có thể biến thành đũa nhạc trưởng cho anh cầm và chỉ đạo Destiny (Vận mệnh) chiến đấu với D2.
Vận Mệnh (運命 Unmei) / Cosette Schneider (コゼット・シュナイダー Kozetto Shunaidā)
Lồng tiếng bởi: Hondo Kaede (game), Wakayama Shion (anime)
Một musicart mang bản giao hưởng số 5 (Beethoven). Do quá trình "không tự nhiên" khi trở thành Musicart, không ổn định nên cô không còn ký ức khi còn là Cosette. Khi là Cosette, cô rất là hăng hái và chu đáo, luôn dọn dẹp và nhắc nhở Takt, cho dù anh có phàn nàn đi chăng nữa. Ngay sau khi trở thành Musicart, cô có khả năng nhận ra D2 dù chúng ở xa hay gần, cô cần nạp nhiều calo nên ăn vặt rất nhiều, nhất là sau khi chiến đấu xong.
Anna Schneider (アンナ・シュナイダー Anna Shunaidā)
Lồng tiếng bởi: Hondo Kaede
Bạn thời thơ ấu của Takt và là chị gái của Cosette - giờ là Destiny. Cô ấy đưa cả hai vào cuộc hành trình đến New York với nhiệm vụ khắc phục tình trạng không ổn định của Destiny. Sau sự biến mất đột ngột của Destiny trong tập 12, cô trở thành người thừa kế danh tính nghệ thuật âm nhạc của Destiny (trở thành một musicart trong hình dạng giống Destiny) và tham gia New York Symphonica với tư cách là conductor.
Titan (タイタン Taitan)
Lồng tiếng bởi: Hanamori Yumiri
Một Musicart được sinh ra từ Bản giao hưởng số 1 (Mahler), người đi cùng Lenny. Cô ấy vô tư và đôi khi giải thích mọi thứ bằng từ tượng thanh nhưng đôi khi cũng rất là nghiêm túc khi chiến đấu.
Mộc Tinh (木星 Mokusei)
Lồng tiếng bởi: Yorita Natsu
Một musicart mang bản nhạc The Planets.
Khúc biến tấu Lấp Lánh Sao (きらきら星変奏曲 Kirakira-Boshi Hensōkyoku)
Lồng tiếng bởi: Sashide Maria
Một musicart mang 12 biến tấu dựa trên "Ah vous dirai-je, Maman".
Valkyrie (ワルキューレ Walküre)
Lồng tiếng bởi: Uesaka Sumire
Một Musicart không được chỉ định cho một Nhạc trưởng cụ thể và sau khi bị Schindler sa thải, cô hoạt động độc lập. Cô ấy được sinh ra từ Die Walküre và vũ khí chính của cô là kiếm và khiên mà cô có thể ném như một đĩa quay.

Thiên Quốc (天国 Tengoku)
Lồng tiếng bởi: Minase Inori
Một musicart thuộc New York Symphonica và thuộc quyền sở hữu của Grand Maestro Sagan. Cô sử dụng một thiết bị dạng chiếc ô có thể được sử dụng để phòng thủ hoặc làm vũ khí để bắn những luồng năng lượng mạnh vào kẻ thù của mình.
Địa Ngục (地獄 Jigoku)
Lồng tiếng bởi: Ueda Reina
Một musicart thuộc New York Symphonica và là người đã thỏa thuận với Schindler và đóng vai trò là người bảo vệ ông ta. Cô sở hữu một chiếc âm thoa có thể phát ra âm thanh giúp mình có khả năng điều khiển D2. Vũ khí chính của cô là đôi chân mà có thể biến thành đĩa quay với sức mạnh hủy diệt.
Lenny (レニー Renī)
Lồng tiếng bởi: Hino Satoshi
Leonard Flyheart, hay thường được gọi là Lenny, là conductor của New York Symphonica, người lái mô tô và đi cùng musicart Titan. Anh và Titan giúp Takt điều chỉnh cuộc sống và làm quen là một conductor. Anh là học trò của Kenji Asahina (bố của Takt), cái chết của người đã trở thành lý do để anh thành conductor và chiến đấu với D2.
Felix Schindler (シントラー Shintorā)
Lồng tiếng bởi: Namikawa Daisuke
Một conductor và cựu chỉ huy trưởng của New York Symphonica dưới Grand Maestro Sagan. Ông ta không thích âm nhạc vì nó thu hút cảm xúc và ông thích theo đuổi chương trình nghị sự của riêng mình để giành quyền lực và quyền kiểm soát.
Sagan (ザーガン Zāgan)
Lồng tiếng bởi: Hanawa Eiji
Chỉ huy điều hành của New York Symphonica, một tổ chức nhằm tiêu diệt D2. Ông cũng đóng vai trò là Grand Maestro (GM).
Địa ngục Orpheus (地獄のオルフェ Jigoku no Orufe)
Lồng tiếng bởi: Mitsuishi Kotono
Một musicart ẩn hợp thể giữa Thiên quốc và Địa ngục. Nhân vật dựa trên tác phẩm Orpheus in the Underworld của Jacques Offenbach.

## Truyền thông

### Trò chơi điện tử
Ngày 26 tháng 3 năm 2021, Bandai Namco Arts thông báo hãng đang phát triển một dự án lấy đề tài âm nhạc cổ điển. Dự án này bao gồm một trò chơi nhập vai phát hành trên iOS và Android mang tên Takt Op. Unmei wa Shinkuki Senritsu no Machi o (takt op. 運命は真紅き旋律の街を) do Game Studio phát triển và có dự định ra mắt vào năm 2021, nhưng bị trì hoãn và phải dời đến ngày 28 tháng 6 năm 2023. Vào tháng 2 năm 2024, trò chơi thông báo đóng cửa tất cả máy chủ vào ngày 9 tháng 4 cùng năm.

### Anime
Vào ngày 27 tháng 6 năm 2021, một bản anime của dự án có tựa takt op.Destiny được công bố tại sự kiện kỉ niệm 10 năm thành lập MAPPA. MAPPA và Madhouse đồng sản xuất anime dưới sự chỉ đạo của Itou Yuuki, Yoshimura Kiyoko biên soạn kịch bản, LAM thiết kế nhân vật gốc và Nagasawa Reiko đưa các thiết kế đó vào anime, Ike Yoshihiro soạn phần nhạc nền. Bài hát mở đầu là "takt" (タクト takuto) do Ryo từ Supercell sáng tác, được trình bày bởi hai giọng ca Mafumafu và gaku. Bài hái kết thúc là "Symphonia", do Nakashima Mika thể hiện.
Bộ anime được phát sóng từ ngày 6 tháng 10 năm 2021 trên kênh TV Tokyo và BS TV Tokyo. Crunchyroll công chiếu anime bên ngoài khu vực châu Á. Tại Nam Á và Đông Nam Á, Medialink cấp phép phát hành anime trên kênh YouTube Ani-One Asia, bilibili và iQiyi. Thương hiệu Ani-One Vietnam ra mắt phiên bản lồng tiếng Việt của tác phẩm từ ngày 12 tháng 3 năm 2024.

#### Danh sách tập phim
| Số tập | Tựa đề                                        | Đạo diễn                                          | Biên kịch                        | Ngày phát sóng gốc |
| ------ | --------------------------------------------- | ------------------------------------------------- | -------------------------------- | ------------------ |
| 1      | "Shiki-Creed-" (指揮-Creed-)                  | Shigehara Katsuya                                 | Yoshimura Kiyoko                 | 6 tháng 10, 2021   |
| 2      | "Ongaku-Reincarnation-" (音楽-Reincarnation-) | Kaneko Takahiro                                   | Yoshimura Kiyoko                 | 13 tháng 10, 2021  |
| 3      | "Kakusei-Journey-" (覚醒-Journey-)            | Kitagawa Tomoya                                   | Yoshimura Kiyoko                 | 20 tháng 10, 2021  |
| 4      | "Kaien-Showtime-" (開演-Showtime-)            | Igari Takashi, Hiramukai Tomoko, Kaneko Takahiro  | Isshiki Kosuke, Yoshimura Kiyoko | 27 tháng 10, 2021  |
| 5      | "Kikō-Valkyrie-" (騎行-Valkyrie-)             | Sudō Eiji                                         | Kaneda Kazuaki                   | 3 tháng 11, 2021   |
| 6      | "Asahi-Rooster-" (朝陽-Rooster-)              | Kaneko Takahiro, Geshi Yasuhiro, Nishiyama Hiromi | Yoshimura Kiyoko                 | 10 tháng 11, 2021  |
| 7      | "Shinjitsu-Noise-" (真実-Noise-)              | Kubo Yūsuke                                       | Kindaichi Akira                  | 17 tháng 11, 2021  |
| 8      | "Unmei-Cosette-" (運命-Cosette-)              | Okita                                             | Kindaichi Akira                  | 24 tháng 11, 2021  |
| 9      | "Kazoku-Eroica-" (家族-Eroica-)               | Yamasaki Mitsue, Ishikawa Yoriho                  | Yoshimura Kiyoko                 | 1 tháng 12, 2021   |
| 10     | "Shitei-Lenny-" (師弟-Lenny-)                 | Kitagawa Tomoya                                   | Kindaichi Akira                  | 8 tháng 12, 2021   |
| 11     | "Rinsen-Orpheus-" (臨戦-Orpheus-)             | Geshi Yasuhiro, Kaneko Takahiro                   | Yoshimura Kiyoko                 | 15 tháng 12, 2021  |
| 12     | "Takt -Hope-" (託人 -Hope-)                   | Shigehara Katsuya                                 | Yoshimura Kiyoko                 | 22 tháng 12, 2021  |

### Manga
Vào tháng 6 năm 2022, anime takt op.Destiny được công bố sẽ có bản manga chuyển thể bởi tác giả Kino. Bộ truyện được đăng trên tạp chí Comic Alive của nhà xuất bản Media Factory từ ngày 26 tháng 8 năm 2022.
Vào tháng 7 năm 2023, một bản manga thứ hai có tên là Takt Op. Bara no Dangan (Kuchidzuke) de Utte!, do Takaha Aya viết và Nakaya Ika minh họa, được đăng tải trên tạp chí điện tử Comic Alive+ của Media Factory.